# Arenaria fragillima
Arenaria fragillima är en nejlikväxtart som beskrevs av Karl Heinz Rechinger. Arenaria fragillima ingår i släktet narvar, och familjen nejlikväxter. Inga underarter finns listade i Catalogue of Life.